# Ритигау
Ритигау (на немски: Rittigau) е средновековно гау-графство в днешна Долна Саксония, Германия. Ритигау е малка част на северозапад от Лизгау. Обхваща територията около Нортхайм и е родното място на графовете на Нортхайм.

## Графове в Ритигау
- Удо фон Щаде († сл. 1040), граф в Лизгау и Ритигау, син на граф Лотар Удо I фон Щаде († 23 юни 994) и дъщеря на Зигберт, граф в Лизгау (Удони)
- Удо фон Катленбург (* ок. 975; † сл. 1040), граф в Лизгау и Ритигау (Удони)
- Дитрих I фон Катленбург (* ок. 1000; † 10 септември 1056), граф в Лизгау и Ритигау (Удони)
- Дитрих II фон Катленбург († 21 януари 1085), от 1056 г. граф в Лизгау и Ритигау (Удони)
- Хайнрих Дебели (* ок. 1055; † пр. 10 април 1101), от 1083 г. граф в Ритигау и маркграф във Фризия (Нортхайми)
- Вилхелм фон Баленщет (* 1112; † 13 февруари 1140), граф в Ритигау (Аскани)